# Zachary Pangelinan
Zachary James Pangelinan (Aganha, 16 de junho de 1988) é um jogador de futebol de Guam.